# Himno Nacional de la República Popular de Kampuchea
El Himno Nacional de la República Popular de Kampuchea fue el himno nacional de la República Popular de Kampuchea de 1979 a 1989. Fue compuesto por Sok Udom Deth. Si bien Vietnam y la mayoría de los gobiernos comunistas reconocieron a la República Popular de Kampuchea durante su existencia, los Jemeres rojos el, junto con los monárquicos y el Frente de Liberación Nacional del Pueblo Jemer, formaron el Gobierno de Coalición de la Kampuchea Democrática que continuó usando el himno de la Kampuchea Democrática. Fue este gobierno en el exilio el que fue reconocido por China, Corea del Norte y la mayoría de los gobiernos del Bloque Occidental y las Naciones Unidas; como tal, muchas fuentes occidentales continuaron enumerando "Dap Prampi Mesa Chokchey" como el himno nacional de Camboya hasta la restauración de la monarquía en 1993.

## Letra
| Jemer | Transliteración | Traducción al español |
| ពលរដ្ឋកម្ពុជាជាកម្លាំងប្ដូរផ្ដាច់ សច្ចាកម្ទេចអស់ពួកបច្ចាមិត្ត តាំងចិត្តសាមគ្គីទើបមានមហិទ្ធិឫទ្ធិ ស៊ូប្ដូរជីវិតបង្ហូរឈាមប្ដូរយកជ័យ។ កងទ័ពកម្ពុជាពុះពារក្លាហានសម្រុក ឧបសគ្គរាំងមុខឆ្លងកាត់សម្រេចបាន កម្ទេចខ្មាំងចង្រៃពូជសាមាន្យ នាំសេរីថ្កើងថ្កានជូនប្រជាជន។ វីរកម្ពុជាបុត្រមោះមុតក្នុងសង្គ្រាម ប្ដេជ្ញាសងឈាមនឹងខ្មាំងសត្រូវ ទង់ជ័យប្រាសាទពណ៌ឈាមខ្ពស់សន្ធៅ នាំជាតិឈានទៅសាងសុខក្សេមក្សាន្ត។ | Polroth Kampuchea chea kamlang phdo pdach Sachcha kamtech ars puok pachamit Tangchet samakki teub mean mahethearith Suor phdo chevit banghor cheam phdo yok chey. Kangtorp Kampuchea pou pear klahan samrouk Oppasak raeng mok chlong kat samrach ban Kamtech khmang chongrai pouk saman Noam serey thkoen thkan chuon pracheachon. Vireak Kampuchea bot mohmout knoung sangkream Pdach nha sang cheam nung khmang sattrov Tungchey prasat por cheam kpous santhov Noam cheat chean tov sang sok ksaem ksant | Los camboyanos son una fuerza de cambio, juramos destruir a todos los enemigos, la armonización nos hace más fuertes, sacrificamos nuestra vida por la victoria. El ejército de Camboya es valiente, cruzamos todas las barreras, todos los enemigos son destruidos, llevamos la preciosa libertad a la gente. Los héroes camboyanos tienen como objetivo, juramos buscar venganza contra nuestros enemigos, se erige la bandera roja victoriosa del templo, llevamos a la nación a la felicidad. |